# Hugh Huxley
Hugh Esmore Huxley (Birkenhead, 25 febbraio 1924 – Woods Hole, 25 luglio 2013) è stato un biologo inglese.

## Biografia
Vicedirettore del laboratorio di biologia molecolare del Medal research council di Cambridge dal 1977, si prodigò nello studio delle fibre muscolari, in particolare di quelle rosse striate, dimostrando che la contrazione muscolare non si ha in seguito a modifiche della struttura di actina e miosina, ma allo scorrimento di queste ultime le une sulle altre utilizzante l'ATP come fonte energetica.
Nel 1974 ricevette il Premio Internazionale Feltrinelli dell'Accademia dei Lincei per la Medicina. Nel 1997 fu insignito della medaglia Copley.